# Alasija
Alasija ali Alašija je bila v srednji in pozni bronasti dobi država nekje v vzhodnem Sredozemlju. Za Stari Egipt in druge bližnjevzhodne države je bila bogat vir dobrin, zlasti bakra. Omenjena je v številnih ohranjenih besedilih. Domneva se, da je dala ime sedanjemu Cipru ali je celo obstajala na njem. Potrjena je s številnimi znanstvenimi analizami glinastih tablic alasijskih in drugih vladarjev, ki so jih opravili na Univerzi v Tel Avivu.

## Besedila
Ime države, črkovano kot Alasija/Alašija, je omenjeno v egipčanskih, hetitskih, akadskih, mikenskih (linearna pisava B) in ugaritskih besedilih. V Bibliji je omenjena kot Eliša. Nekaj Amarnskih pisem, izmenjanih med faraonom in alasijskim kraljem ali njegovimi ministri, govori predvsem o količinah bakra, poslanih v Egipt, in srebru in slonovini, poslanih v zameno. V enem od pisem je omenjenih 500 talentov bakra (verjetno okoli 12,5 ton) in opravičilo, zakaj je poslana količina tako majhna. Kralj Alasije ima faraona za svojega "brata", kar kaže na veliko  gospodarsko moč njegovega kraljestva, verjetno  ravno zaradi rudnikov bakra. Papirus Anastasi IV, napisan več stoletij kasneje, razen bakra omenja tudi govedo, ki so ga iz Alasije pošiljali v Egipt.
Alasija je imela v pozni bronasti dobi na svojem ozemlju očitno velike rudnike bakra, kar potrjujejo tudi številna druga besedila. Amarnska pisma omenjajo tudi ladjo alasijskega kralja  in može iz Lukke, ki so spadali med Ljudstva z morja, podobna piratom. Slednji so si v Alasiji prilastili cele vasi.
V drugi korespondenci ugaritski kralj prosi za pomoč alasijskega kralja v obrambi pred Ljudstvi z morja. Nek drug ugaritski dokument omenja izgon dveh princes v "deželo Alasijo", iz še enega pa je mogoče razbrati, da je bila alasijska prestolnica nekje v gorah. Izraz se običajno tolmači tako, da je bila na obali.
Konec Zgodbe o Unamonu opisuje, kako je egipčanskega svečenika Unamona na poti iz Egipta v Biblos veter zanesel na Alasijo. Unamon poroča, da bi ga  ogorčena drhal skoraj ubila, če ga ne bi rešila "mestna princesa" Hatbi.
Nekaj besedil je tudi hetitskih. V enem od njih se Hetiti hvalijo, da so na silo premagali Alasijo. Za to in druga podobna vojaška poročila je težko ugotoviti resničen izid konfliktov.

### Seznam Amarnskih pisem iz Alasije
- EA 33: Zavezništvo v pripravi
- EA 34: Faraonov očitajoč odgovor
- EA 35: Nergalova roka
- EA 36: Več o bakru
- EA 37: Več o srebru
- EA 38: Bratski prepir
- EA 39: Brez carine
- EA 40: Brez carine, minister ministru

## Lokacija
Iz znanih podatkov je razvidno, da je bila Alasija nekje na obali vzhodnega Sredozemlja, kjer so bile v bronasti dobi bogati viri bakra. 
Nekateri znanstveniki so jo umestili v Sirijo ali Turčijo, zdaj pa se znanstveniki na splošno strinjajo, vendar ne vsi, da je obsegala vsaj del Cipra. Na splošno velja, da je bilo prvo glavno mesto Alesije Enkomi in da je država obsegala ves otok Ciper.
Ujemanje Cipra z Alasijo je potrdil Goren s sodelavci v študiji, objavljeni leta 2003 v American Journal of Archaeology. Potrditev je temeljila na podrobnih petrografskih in kemijskih analizah gline amarnskih in ugaritskih pisem, poslanih iz Alasije. Raziskave izvora gline za izdelavo tablic so pokazale, da Alasija ni mogla biti v Siriji, medtem ko se glina iz tablic dobro ujema z glino s Cipra. 
Analize so pokazale, da glina ni bila iz okolice Enkonija, ampak iz okolice Kalavasosa in Alasse. Na teh mestih, predvsem v Kalavasosu, so bila v bronasti dobi tudi nahajališča bakra.
Armstrong trdi, da obstajajo trdni dokazi za regionalno raznolikost in noben dokaz za centralizirano politično oblast na celotnem otoku Cipru v pozni bronasti dobi. Trenutno še vedno ni jasno, ali je kraljestvo Alasija obsegalo cel Ciper in selilo svojo prestolnico. Prvo glavno mesto je bil verjetno Enkomi. Mogoče je tudi, da je bilo glavno mesto ves čas Kalavasos in da je kraljestvo obsegalo samo del Cipra. 

## Vira
- Buttrick, G.A.; C.M. Laymon (1971). The Interpreter's One Volume Commentary on the Bible, str. 13–14. ISBN 0-687-19299-4.
- Schwemer, D. (2008). The Storm-Gods of the Ancient Near East: Summary, Synthesis, Recent Studies (part II). Koninklijke Brill NV, Leiden, 2008.